# Марк Бландел
Марк Бландел (енгл. Mark Blundell), рођен 8. априла 1966. године је бивши британски возач Формуле 1. Након завршетка возачке каријере, једно време је био спортски коментатор на британској телевизијској мрежи ИТВ. Ожењен је и отац је двоје деце.